# Donovan Clingan
Donovan John Clingan (Bristol, Connecticut; 23 de febrero de 2004) es un baloncestista estadounidense que pertenece a la plantilla de los Portland Trail Blazers de la NBA. Con 2,18 metros de estatura, juega en la posición de pívot. 

## Trayectoria deportiva

### Universidad
Jugó dos temporadas con los Huskies de la Universidad de Connecticut, en las que promedió 9,8 puntos, 6,4 rebotes, 1,0 asistencias y 2,1 tapones por partido. Llegó al equipo en su primera temporada como pívot suplente de Adama Sanogo. Fue incluido en el mejor quinteto freshman de la Big East Conference al final de la temporada regular. Anotó cuatro puntos con tres rebotes, un tapón y dos robos en la final del Torneo de la NCAA de 2023, cuando los Huskies ganaron 76–59 a San Diego State.
Entró en su segundo año como pívot titular de UConn. Sufrió una lesión en el pie en un partido contra Seton Hall el 20 de diciembre de 2023, que le alejó de las pistas casi un mes. Esa temporada repitió título de campeón de la NCAA, tras derrotar en la final a Purdue, en un partido en el que logró 11 puntos, 5 rebotes y un tapón.
El 12 de abril de 2024 se declaró elegible para el draft de la NBA de 2024.

#### Estadísticas
| Año     | Equipo | PJ | PT | MPP  | %TC  | %3P  | %TL  | RPP | APP | ROB | TPP | PPP  |
| ------- | ------ | -- | -- | ---- | ---- | ---- | ---- | --- | --- | --- | --- | ---- |
| 2022–23 | UConn  | 39 | 0  | 13.1 | .655 | .000 | .517 | 5.6 | .5  | .4  | 1.8 | 6.9  |
| 2023–24 | UConn  | 35 | 33 | 22.6 | .639 | .250 | .583 | 7.4 | 1.5 | .5  | 2.5 | 13.0 |
| Total   | Total  | 74 | 33 | 17.6 | .645 | .222 | .558 | 6.4 | 1.0 | .5  | 2.1 | 9.8  |

### Profesional
El 26 de junio de 2024 fue elegido en la séptima posición del Draft de la NBA de 2024 por los Portland Trail Blazers, franquicia con la que firmó contrato el 4 de julio.

## Estadísticas de su carrera en la NBA

### Temporada regular
| Año     | Equipo   | PJ | PT | MPP  | %TC  | %3P  | %TL  | RPP | APP | ROB | TPP | PPP |
| ------- | -------- | -- | -- | ---- | ---- | ---- | ---- | --- | --- | --- | --- | --- |
| 2024-25 | Portland | 67 | 37 | 19.8 | .539 | .286 | .596 | 7.9 | 1.1 | .5  | 1.6 | 6.5 |
| Total   | Total    | 67 | 37 | 19.8 | .539 | .286 | .596 | 7.9 | 1.1 | .5  | 1.6 | 6.5 |